# Casa Muley-Afid
La casa Muley-Afid es una edificación de estilo modernista con un jardín de pequeñas proporciones que está situada en la zona alta de Barcelona, España. La construcción fue encargada por el sultán de Marruecos Muley Afid en 1911 al arquitecto Josep Puig i Cadafalch, uno de los más destacados del modernismo catalán. La casa fue habitada por el sultán desterrado y su pareja hasta 1916, cuando se trasladaron a Francia.
Se trata de un edificio aislado y rodeado de un pequeño jardín, organizado según una compleja volumetría, con terrazas y miradores prominentes y con una torre con coronamiento agudo que domina el conjunto. Exteriormente, las paredes blancas se complementan con el uso del ladrillo como elemento decorativo aplicado puntualmente, junto con las tejas vidriadas de color verde y los plafones esgrafiados encima de las oberturas, especialmente en la tribuna decorada con columnas salomónicas de ladrillo.
Actualmente es la sede del Consulado de México en Barcelona.